# هندل‌بارز
هندل‌بارز (به انگلیسی: Handlebars) یک سیستم نشانه گذاری معنایی وب است که در سال ۲۰۱۰ توسط Yehuda Katz ساخته شد. Handlebars گسترش یافتهٔ Mustache (یک سیستم نشانه گذاری دیگر) است؛ و می‌تواند در خود قالب‌های Mustache را هم پردازش کند. در حالی که Mustache در خود از منطق پشتیبانی نمی‌کند Handlebars به نسبت از منطق پشتیبانی می‌کند برای مثال چیزهایی شبیه به if, #unless#.